# 鮑里西夫卡 (梅利托波爾區)
46°56′40″N 35°37′21″E / 46.94444°N 35.62250°E
鲍里西夫卡（烏克蘭語：Борисівка）是位於烏克蘭東南部的村莊，由扎波羅熱州梅利托波爾區的米爾內市鎮負責管轄。該村始建於1892年，面積1.05平方公里，海拔高度26米，2001年人口179，人口密度每平方公里170.5人。